# Xã Chest, Quận Clearfield, Pennsylvania
Xã Chest (tiếng Anh: Chest Township) là một xã thuộc quận Clearfield, tiểu bang Pennsylvania, Hoa Kỳ. Năm 2010, dân số của xã này là 515 người.